# G.S.V.V. Kroton

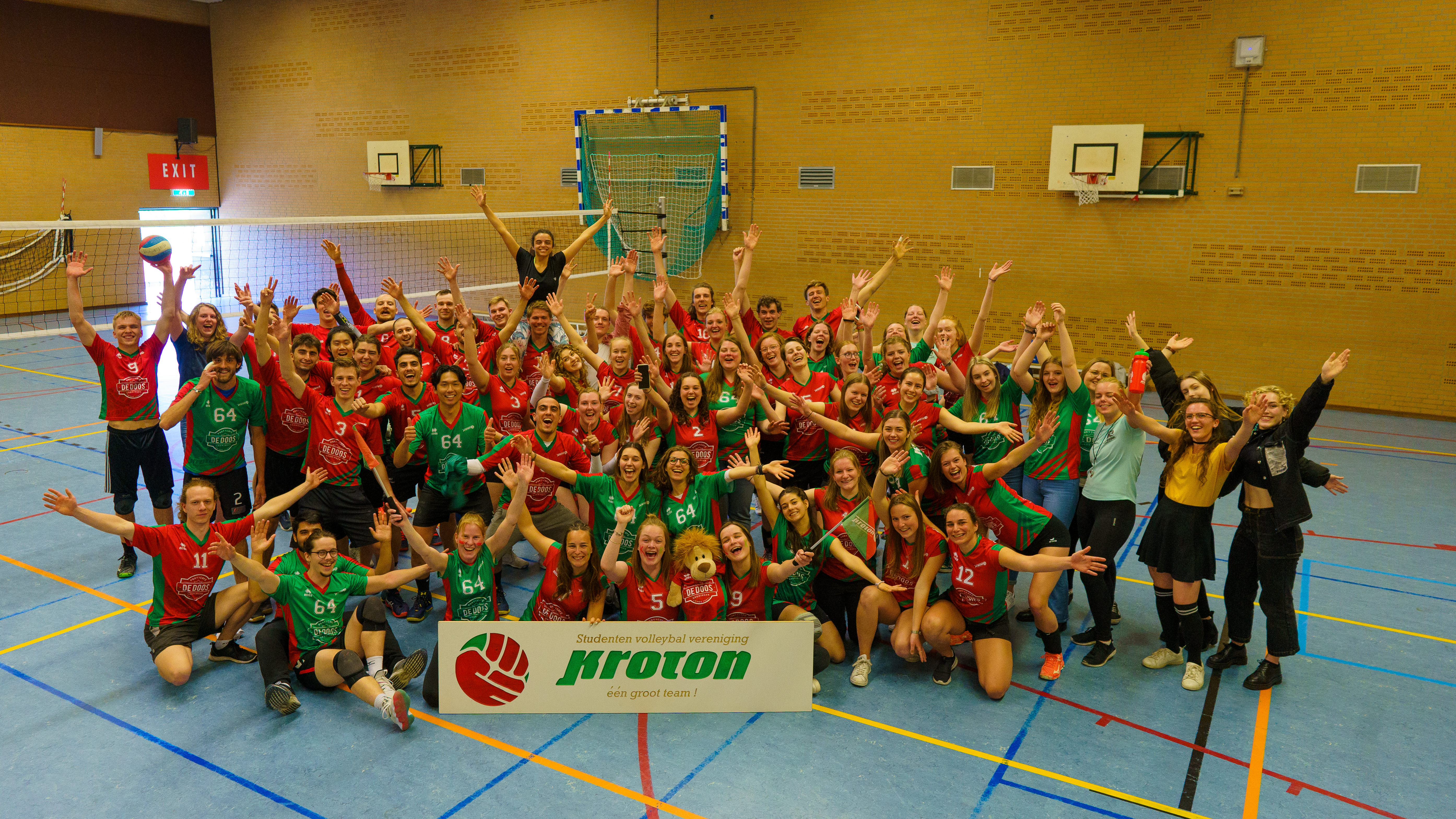
Verenigingsfoto '21-'22

Groninger Studenten Volleybal Vereniging Kroton is een zelfstandige studentenvolleybalvereniging in Groningen.

## Karakteristieken
Kroton is de oudste studentenvolleybalvereniging van Groningen, en ontleent zijn naam aan een figuur uit de Griekse mythologie, die de stad Crotone gesticht zou hebben.
Bij Kroton spelen 200 leden in tien damesteams en vier herenteams, van promotieklasse tot 4e klasse. De thuishaven van G.S.V.V. Kroton is het sportcentrum van de ACLO. Naast volleybalwedstrijden organiseert de vereniging eens in de twee jaar een gala, samen met de leden van Veracles, Donitas en Tweeslag: het VKDT-gala.

## Geschiedenis
Kroton werd opgericht in 1964 als subvereniging van de RKSV Albertus Magnus. In 1983 werd Kroton een zelfstandige vereniging.

## Toernooien
Kroton organiseert twee jaarlijkse toernooien, het Kroton Beachtoernooi en het DKV-toernooi. 

### Kroton Beach
Het Kroton Beach Toernooi is een strandvolleybaltoernooi op verschillende niveaus, en vindt plaats in het eerste weekend van juli aan de Hoornseplas in Groningen. 

### DKV toernooi
Het DKV-toernooi is een volleybaltoernooi met nationale en internationale teams, op meerdere niveaus, en wordt georganiseerd in samenwerking met de twee andere Groningse studentenvolleybalverenigingen van Groningen, Donitas en Veracles. Het vindt plaats op de ACLO in Groningen.